# Big Band Katowice
Big Band Katowice – polski big-band. Była to pierwsza w Polsce orkiestra jazzowa, która powstała w 1972 roku przy Akademii Muzycznej im. Karola Szymanowskiego w Katowicach w ramach ówczesnego Wydziału Muzyki Rozrywkowej.

## Historia
Big-band powstał w 1972 roku na ówczesnym Wydziale Muzyki Rozrywkowej Akademii Muzycznej im. Karola Szymanowskiego w Katowicach, założony i prowadzony przez Andrzeja Zubka, który kierował nim do 1976 roku. W latach 1976–1982 prowadzenie zespołu przejął prof. Zbigniew Kalemba, a w latach 1982–2012 roku ponownie prof. Andrzej Zubek. Obecnie liderem i dyrygentem orkiestry jest adt. dr. Grzegorz Nagórski. Big-Band od początku swego istnienia jest wizytówką wydziału, jak i uczelni. Stanowi doskonały warsztat dla przyszłych solistów, muzyków orkiestrowych i aranżerów. Wysokie walory zespołu potwierdzają zaproszenia na liczne koncerty zagraniczne, m.in. do Niemiec, Francji, Stanów Zjednoczonych i dawnej Czechosłowacji. Big Band Katowice ma w swojej historii występy i nagrania z krajowymi i zagranicznymi solistami - takimi, jak m.in.: Urszula Dudziak, Stanisław Sojka (Don't Get Around Much Anymore, Love You Madly, 1979; Księżycowe sny, 1980; pierwszy i trzeci utwór ukazał się na singlu Tonpressu w 1980), Krystyna Prońko, Lora Szafran, Renata Danel (Swingujące barwy lata, 1978), Anna Serafińska, Ewa Uryga, Beata Przybytek, Justyna Gwardecka, Janusz Szrom, Iga Lewandowska, Piotr Wojtasik, Jan Ptaszyn Wróblewski, Gary Guthman, zaś 15 maja 1980 roku po koncercie w Zabrzu duet Chick Corea i Gary Burton gościł w katowickiej Akademii Muzycznej i spontanicznie zagrał z uczelnianym big bandem. Również w 1980 r. powstał film dokumentalny w reż. Andrzeja Wasylewskiego pt. Duet Chick Corea - Gary Burton obrazujący fragmenty obydwu wydarzeń. Big Band Katowice kilkukrotnie dokonywał nagrań archiwalnych dla Polskiego Radia Katowice i Telewizji Katowice (1976, 1984, 1986, 1993) oraz nagrań płytowych – przede wszystkim wydany w serii Polish Jazz album pt. Music For My Friends (vol. 52) z 1977. Ma na koncie również występy z okazji jubileuszów Wydziału: 20-lecie (1989), 25-lecie (1994), 30-lecie (1999) – uroczyste koncerty odbyły się wówczas w sali Filharmonii Śląskiej w Katowicach; natomiast jubileuszowy koncert z okazji 35-lecia Wydziału odbył się w Górnośląskim Centrum Kultury w Katowicach – Sali NOSPR (2004). W roku 2006 Big Band Katowice dokonał nagrań, które opublikowano na płycie w jubileuszowym dla Instytutu Jazzu roku 2009 (z okazji 40-lecia powstania Wydziału).

## Nagrody
W swej ponad trzydziestoletniej historii Big Band Katowice uzyskał wiele nagród i wyróżnień, z których na szczególną uwagę zasługują:      
- Jazz nad Odrą (1974) – wyróżnienie i Nagroda Rektora PWSM we Wrocławiu,
- Jazz nad Odrą (1975) – II nagroda i Nagroda Dziennikarzy,
- Jazz nad Odrą (1976) – I nagroda,
- Festiwal Jazzowy w Czeskim Cieszynie (1975) – puchar dla najlepszego zespołu,
- Festiwal i Konkurs Jazzowy w Pradze (1977) – Złoty Medal,
- III Pomorska Jesień Jazzowa (1977) – Główna Nagroda,
- Nagroda Artystyczna Stowarzyszenia SZTUKA-TEATR dla Andrzeja Zubka (1999).

## Festiwale
Działalność koncertowa Big Bandu Katowice na wielkich i mniejszych scenach obejmuje udział w takich imprezach, jak m.in.:      
- Festiwal "Jazz Jamboree" (1975, 1976, 1984, 1994),
- XIV Krajowy Festiwal Piosenki Polskiej w Opolu (1976)[5]
- Międzynarodowy Festiwal Big Bandów w Poznaniu (1977),
- Koncerty podczas tournée big-bandu w Stanach Zjednoczonych: Reno Jazz Festival, San Francisco Jazz Festival, Berkley School Of Music (1978)
- Festiwal Jazzowy "Ost-West '78" w Norymberdze (Republika Federalna Niemiec, 1978),
- Festiwal Jazzowy "Ost-West '79" w Norymberdze (Republika Federalna Niemiec, 1979),
- Festiwal Jazzowy w Ostrawie, koncert telewizyjny (1979),
- XI Międzynarodowy Festiwal Pianistów Jazzowych w Kaliszu (1984),
- Festiwal w Belfort (Francja) (1994),
- "Silesian Jazz Meeting" w Rybniku (1994),
- "Bielska Zadymka Jazzowa" w Bielsku-Białej (1999 – Nagroda Artystyczna Stowarzyszenia SZTUKA TEATR dla Andrzeja Zubka; 2006, 2007, 2008, 2009),
- Śląski Festiwal Jazzowy w Katowicach (2006, 2007, 2008) i wiele innych.